# Сайн-Витгенштейн-Берлебург, Рихард
Рихард Казимир Карл Август Роберт Константин цу Сайн-Витгенштейн-Берлебург (нем. Richard Casimir Karl August Robert Konstantin Prinz zu Sayn-Wittgenstein-Berleburg; 29 октября 1934, Гисен, Гессен, Третий рейх — 13 марта 2017, Бад-Берлебург, Зиген-Виттгенштайн, Северный Рейн-Вестфалия, Германия) — бывший глава дома Сайн-Витгенштейн-Берлебург (супруга — Бенедикта Датская), сын Густава Альбрехта и Маргариты Фуше.

### Дети
- принц Густав Фредерик Филипп Рихард (род. 12.01.1969) — действующий глава дома Сайн-Витгенштейн-Берлебург, женат на детской писательницей Карине Аксельссон, в браке имеют одно сына Густава Альбрехта и дочь Мафальду, рождённых суррогатной матерью;
- принцесса Александра Розмари Ингрид Бенедикта (род. 20.11.1970) — супруга графа Джефферсона фон Пфейль унд Клейн-Эльгут[англ.] (с 1998 по 2017); с 2019 года замужем за графом Михаэлем Ахлефельдт-Лаврвиг-Билле.
  - Ричард Оскар Джефферсон фон Пфейль унд Кляйн-Эльгут (р. 1999) - от первого брака
  - Ингрид Александра Ирма Астрид Бенедикте фон Пфейль унд Кляйн-Элгут (р. 2004) - от первого брака
- принцесса Натали Ксения Маргрете Бенедикта (род. 02.05.1975) — супруга Александра Йогансманна (с 2008)
  - Константин Густав Генрих Ричард Йоханссманн (24 июля 2010 года).
  - Луиза Маргарета Бенедикте Ханна Йоханссманн (28 января 2015 года)

Дети имеют титул «Их Высочества». За рубежом именуются Их Светлости.